# Piper biseriatum
Piper biseriatum är en pepparväxtart som beskrevs av C. Dc.. Piper biseriatum ingår i släktet Piper och familjen pepparväxter. Inga underarter finns listade i Catalogue of Life.